# Stephen Geyer Porter

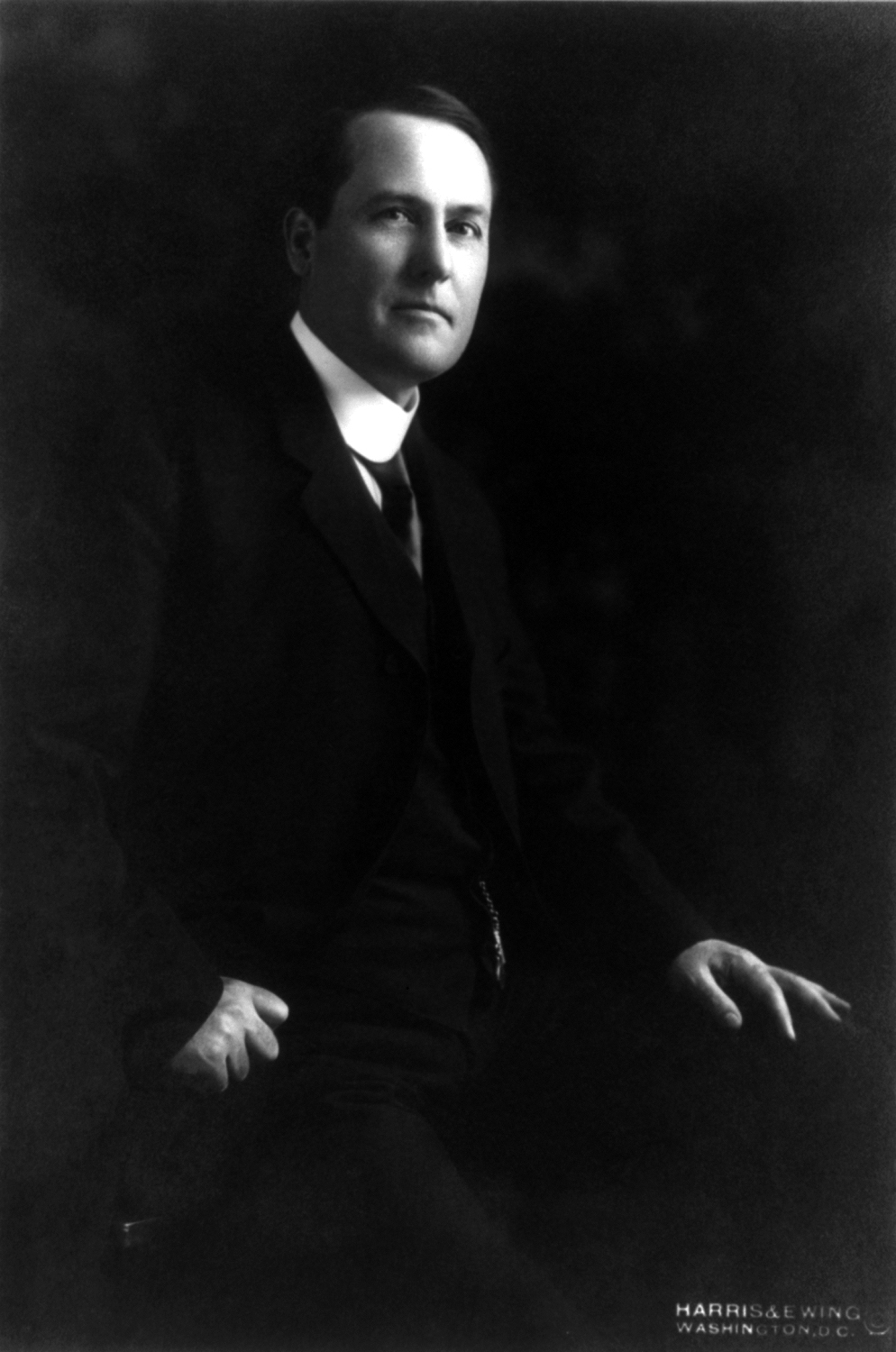
Stephen Geyer Porter

Stephen Geyer Porter (* 18. Mai 1869 bei Salem, Ohio; † 27. Juni 1930 in Pittsburgh, Pennsylvania) war ein US-amerikanischer Politiker. Zwischen 1911 und 1930 vertrat er den Bundesstaat Pennsylvania im US-Repräsentantenhaus.

## Werdegang
Im Jahr 1877 kam Stephen Porter mit seinen Eltern nach Allegheny, das heute ein Stadtteil von Pittsburgh ist. Er besuchte die öffentlichen Schulen seiner neuen Heimat und die Allegheny High School. Danach studierte er zwei Jahre lang Medizin. Nach einem anschließenden Jurastudium und seiner 1893 erfolgten Zulassung als Rechtsanwalt begann er in Pittsburgh in diesem Beruf zu arbeiten. Zwischen 1903 und 1906 war er auch juristischer Vertreter dieser Stadt. Gleichzeitig schlug er als Mitglied der Republikanischen Partei eine politische Laufbahn ein. Im Jahr 1912 war er Vorsitzender des regionalen republikanischen Parteitages für Pennsylvania.
Bei den Kongresswahlen des Jahres 1910 wurde Porter im 29. Wahlbezirk von Pennsylvania in das US-Repräsentantenhaus in Washington, D.C. gewählt, wo er am 4. März 1911 die Nachfolge von William Harrison Graham antrat. Nach neun Wiederwahlen konnte er bis zu seinem Tod am 27. Juni 1930 im Kongress verbleiben. Seit 1923 vertrat er dort den 32. Distrikt seines Staates. In seine Zeit im Kongress fiel der Erste Weltkrieg. Außerdem wurden in den Jahren 1919 und 1920 der 18. und der 19. Verfassungszusatz ratifiziert. Dabei ging es um das Verbot des Handels mit alkoholischen Getränken bzw. um die bundesweite Einführung des Frauenwahlrechts. Bereits im Jahr 1913 waren der 16. und der 17. Verfassungszusatz ratifiziert worden. Das betraf die bundesweite Einführung der Einkommensteuer und die Direktwahl der US-Senatoren.
Im Jahr 1913 bewarb sich Stephen Porter erfolglos um das Amt des Bürgermeisters von Pittsburgh. Im Kongress war er seit 1919 Vorsitzender des Auswärtigen Ausschusses. 1921 vertrat er das US-Repräsentantenhaus in einem Beraterausschuss für die Abrüstungskonferenz in Washington D.C. Ein Jahr später repräsentierte er die Vereinigten Staaten bei der 100-Jahr-Feier der Unabhängigkeit Brasiliens sowie in den Jahren 1923 und 1924 Land auf einer Drogenkonferenz (Second International Conference on Opium) in Genf. Von 1926 bis 1930 leitete Stephen Porter die Foreign Service Buildings Commission. Er starb am 27. Juni 1930 in Pittsburgh, wo er auch beigesetzt wurde.